# Mario Benjamin
Mario Benjamin né en 1964 à Port-au-Prince (Haïti) est un plasticien haïtien.

## Biographie
Né en 1964 à Port-au-Prince,, Mario Benjamin est un autodidacte qui a formé son regard en Haïti, aux États-Unis et en Europe.
Dessinateur prodige, il s'est initié à la peinture à l’âge de 14 ans. Six ans plus tard, lors de sa toute première exposition, toutes ses toiles ont été vendues. Son imaginaire d'alors était constitué essentiellement de portraits hyperréalistes, privilégiant par la suite les gros plans de visages et de regards,. Peu après, il fait un virage, en déconstruisant la symétrie et l’harmonie de ses toiles, mû par l’exigence de trouver son propre langage.
Grâce à des invitations à exposer dans des structures nationales ou internationales qui lui en donnent les moyens, tout en poursuivant sa carrière de peintre, il crée des installations qui incluent vidéos, photographies et sons faisant échos à ces différents lieux.
Artiste rebelle et exigeant, il se place aux antipodes des stéréotypes qui pèsent sur l'« art haïtien ».
Il a participé aux biennales de La Havane et de Johannesbourg en 1997, de São Paulo en 1998, de Venise et de Saint-Saint-Domingue en 2001, de Venise à nouveau en 2007, de Gwangju en Corée du Sud en 2008, de La Havane en 2009.
Il a aussi pris part à de nombreuses expositions collectives, telles que Kreyol Factory à la Villette à Paris en 2009 et souvent exposé seul à travers le monde : à l’Art Museum of the Americas de Washington en 2000, au Museum of Contemporary Arts de Miami en 2003, à la galerie Afronova de Johannesbourg en 2007 ou au Botanique de Bruxelles en 2010. Et également après le Séisme de 2010 à Haïti.
Il vit et travaille en Haïti.

## Expositions individuelles
- 1993 : Institut français de l'Amérique latine, Mexico, Mexique
- 1997 : Musée d'art haïtien, Port-au-Prince, Haïti
- 1998 : Galerie Bourbon-Lally, Pétionville, Haïti [5]
- 2000 : 
  - Art Museum of the Americas, Washington DC, USA
  - Institut des Arts Visuels, Fort-de-France, Martinique
- 2001 : Halle Saint-Pierre, Paris, France[6].
- 2002 : 
  - Alliance Française, Jacmel, Haïti [7]a
  - Carmen Rita Pérez, Arte Actual, Saint-Domingue, République dominicaine[8]
  - Centre Culturel AfricAmerica, Port-au-Prince, Haïti [9]
- 2003 : Museum of Contemporary Art, North Miami, USA[10]
- 2006 : Institut Français d'Haïti, Port-au-Prince, Haïti [11]
- 2007 : 
  - Galerie Monnin, " Les Fleurs Cannibales ", Pétionville, Haïti [12]
  - Afronova, Johannesbourg, Afrique du Sud[13]
- 2008 : 
  - Etra Gallery, Miami, USA[14]
  - Galerie Monnin, Pétionville, Haïti [12]
- 2010 : Le Museum du Botanique, Bruxelles, Belgique  [15]
- 2011 : Galerie Monnin, Pétion-Ville, Haïti [16]

## Biennales
- 2001 : 4e Biennale Caribéenne, Saint Domingue, République dominicaine
- 2007 : 52e Biennale de Venise, Venise, Italie
- 2008 : Biennale de Gwangju, Corée du Sud[17]
- 2009 : Biennale de la Havane, La Havane, Cuba
- 2010 : Dak'art, Dakar, Sénégal[18]
- 2011 : Biennale de Venise, Venise, Italie

## Cinéma
2008: Mario Benjamin de Irène Lichtenstein.

## Prix et Distinctions
- Prix de la Fondation Blachère à la biennale de Dakar 2010[19]